# Német választási eredmények 1919–1933

## 1919.január 19.
| Választásra jogosultak száma | 36 304 084 fő |
| Részvételi arány             | 83,02%        |

| párt neve               | szavazatszám (db) | képviselő (fő) | százalékos eredmény |
| ----------------------- | ----------------- | -------------- | ------------------- |
| Szociáldemokraták       | 13 826 400        | 185            | 45,48%              |
| Német Centrumpárt       | 5 980 200         | 91             | 19,67%              |
| Német Demokratikus Párt | 5 641 800         | 75             | 18,55%              |
| Német Nemzeti Néppárt   | 3 121 500         | 44             | 10,26%              |
| Német Néppárt           | 1 345 600         | 19             | 4,42%               |
| Egyéb                   | 484 800           | 7              | 1,62%               |

## 1920.június 6.
| Választásra jogosultak száma | 35 949 774 fő |
| Részvételi arány             | 79,17%        |

| párt neve               | szavazatszám (db) | képviselő (fő) | százalékos eredmény |
| ----------------------- | ----------------- | -------------- | ------------------- |
| Szociáldemokraták       | 11 151 200        | 186            | 39,55%              |
| Német Centrumpárt       | 5 083 600         | 85             | 18%                 |
| Német Nemzeti Néppárt   | 4 249 100         | 71             | 15,1%               |
| Német Néppárt           | 3 919 400         | 65             | 13,9%               |
| Német Demokratikus Párt | 2 333 700         | 39             | 8,3%                |
| Egyéb                   | 869 800           | 9              | 3,08%               |
| Kommunisták             | 589 500           | 4              | 2,07%               |

## 1924.május 4.
| Választásra jogosultak száma | 38 371 052 fő |
| Részvételi arány             | 77,44%        |

| párt neve               | szavazatszám (db) | képviselő (fő) | százalékos eredmény |
| ----------------------- | ----------------- | -------------- | ------------------- |
| Szociáldemokraták       | 6 008 713         | 100            | 20,5%               |
| Német Nemzeti Néppárt   | 5 696 368         | 95             | 19,5%               |
| Német Centrumpárt       | 4 860 027         | 81             | 16,6%               |
| Kommunisták             | 3 693 139         | 62             | 12,67%              |
| Egyéb                   | 2 754 263         | 29             | 9,4%                |
| Német Néppárt           | 2 694 317         | 45             | 9,2%                |
| Nemzetiszocialisták     | 1 918 310         | 32             | 6,5%                |
| Német Demokratikus Párt | 1 655 049         | 28             | 5,7%                |

## 1924.december 7.
| Választásra jogosultak száma | 38 952 645 fő |
| Részvételi arány             | 78,8%         |

| párt neve               | szavazatszám (db) | képviselő (fő) | százalékos eredmény |
| ----------------------- | ----------------- | -------------- | ------------------- |
| Szociáldemokraták       | 7 880 963         | 131            | 26%                 |
| Német Nemzeti Néppárt   | 6 205 324         | 103            | 20,5%               |
| Német Centrumpárt       | 5 250 169         | 88             | 17,34%              |
| Német Néppárt           | 3 049 215         | 51             | 10,1%               |
| Kommunisták             | 2 708 345         | 45             | 9%                  |
| Egyéb                   | 2 365 080         | 29             | 7,76%               |
| Német Demokratikus Párt | 1 917 765         | 32             | 6,3%                |
| Nemzetiszocialisták     | 906 946           | 14             | 3%                  |

## 1928.május 20.
| Választásra jogosultak száma | 41 224 678 fő |
| Részvételi arány             | 75,6%         |

| párt neve               | szavazatszám (db) | képviselő (fő) | százalékos eredmény |
| ----------------------- | ----------------- | -------------- | ------------------- |
| Szociáldemokraták       | 9 152 979         | 153            | 29,8%               |
| Német Centrumpárt       | 4 657 796         | 78             | 15,2%               |
| Német Nemzeti Néppárt   | 4 381 563         | 73             | 14,2%               |
| Egyéb                   | 4 326 912         | 51             | 14,1%               |
| Kommunisták             | 3 264 793         | 54             | 10,6%               |
| Német Néppárt           | 2 679 703         | 45             | 8,7%                |
| Német Demokratikus Párt | 1 479 374         | 25             | 4,8%                |
| Nemzetiszocialisták     | 810 127           | 12             | 2,6%                |

## 1930.szeptember 14.
| Választásra jogosultak száma | 42 982 912 fő |
| Részvételi arány             | 82%           |

| párt neve               | szavazatszám (db) | képviselő (fő) | százalékos eredmény |
| ----------------------- | ----------------- | -------------- | ------------------- |
| Szociáldemokraták       | 8 575 244         | 143            | 24,5%               |
| Nemzetiszocialisták     | 6 379 672         | 107            | 18,3%               |
| Német Centrumpárt       | 5 185 637         | 87             | 14,8%               |
| Kommunisták             | 4 590 160         | 77             | 13,1%               |
| Egyéb                   | 4 868 673         | 72             | 14%                 |
| Német Nemzeti Néppárt   | 2 457 686         | 41             | 7%                  |
| Német Néppárt           | 1 693 878         | 30             | 4,85%               |
| Német Demokratikus Párt | 1 205 521         | 20             | 3,45%               |

## 1932.július 31.
| Választásra jogosultak száma | 44 226 835 fő |
| Részvételi arány             | 84%           |

| párt neve               | szavazatszám (db) | képviselő (fő) | százalékos eredmény |
| ----------------------- | ----------------- | -------------- | ------------------- |
| Nemzetiszocialisták     | 13 779 111        | 230            | 37,4%               |
| Szociáldemokraták       | 7 959 712         | 133            | 21,6%               |
| Német Centrumpárt       | 5 792 506         | 97             | 15,7%               |
| Kommunisták             | 5 369 698         | 89             | 14,6%               |
| Német Nemzeti Néppárt   | 2 186 661         | 37             | 5,9%                |
| Német Demokratikus Párt | 3 717 991         | 4              | 1%                  |
| Egyéb                   | 1 122 491         | 11             | 2,6%                |
| Német Néppárt           | 436 012           | 7              | 1,2%                |

## 1932.november 6.
| Választásra jogosultak száma | 44 401 004 fő |
| Részvételi arány             | 80,5%         |

| párt neve               | szavazatszám (db) | képviselő (fő) | százalékos eredmény |
| ----------------------- | ----------------- | -------------- | ------------------- |
| Nemzetiszocialisták     | 11 737 010        | 196            | 33,1%               |
| Szociáldemokraták       | 7 247 956         | 121            | 20,4%               |
| Kommunisták             | 5 980 162         | 100            | 16,86%              |
| Német Centrumpárt       | 5 326 067         | 90             | 15%                 |
| Német Nemzeti Néppárt   | 3 019 099         | 52             | 8,8%                |
| Egyéb                   | 1 102 409         | 12             | 3%                  |
| Német Néppárt           | 661 796           | 11             | 1,8%                |
| Német Demokratikus Párt | 3 364 511         | 2              | 1%                  |

## 1933.március 5.
| Választásra jogosultak száma | 44 685 764 fő |
| Részvételi arány             | 88,77%        |

| párt neve               | szavazatszám (db) | képviselő (fő) | százalékos eredmény |
| ----------------------- | ----------------- | -------------- | ------------------- |
| Nemzetiszocialisták     | 17 277 180        | 288            | 43,9%               |
| Szociáldemokraták       | 7 181 629         | 120            | 18,3%               |
| Német Centrumpárt       | 5 498 457         | 92             | 14%                 |
| Kommunisták             | 4 848 058         | 81             | 12,3%               |
| Német Nemzeti Néppárt   | 3 136 760         | 52             | 8%                  |
| Egyéb                   | 634 693           | 7              | 1,6%                |
| Német Néppárt           | 432 312           | 2              | 1,1%                |
| Német Demokratikus Párt | 334 242           | 5              | 0,8                 |